# Judith Westphalen
Judith Ortiz Reyes de Westphalen (Catacaos, Piura, 2 de junio de 1922 - Roma, 31 de diciembre de 1976) fue una pintora peruana. Sus padres fueron José Ortiz y Zoila Reyes. Pintora autodidacta pionera del arte abstracto del Perú de la generación de Jorge Eduardo Eielson, Joaquín Roca Rey, Fernando de Szyszlo y Emilio Rodríguez Larrain. Muy amiga también de Herman Braun-Vega y José Casals.

## Historia
Después de participar en una exposición colectiva en Viña del Mar en 1946, realiza su primera muestra individual en la sala Bach de Lima (1947). Vivió y trabajó en compañía de su esposo, el escritor Emilio Adolfo Westphalen, en Lima (Perú), Nueva York (EE. UU.), Los Boliches (España), Florencia y Roma (Italia). 
Sobre su obra han escrito poetas como Rafael Alberti, Murilo Mendes o Javier Sologuren así como el gran pintor peruano Fernando de Szyszlo.
Realizó exposiciones tanto en su país como en EE. UU., Italia, Chile, España, México y Bélgica. 
De junio a agosto del 2007 se presentó una importante retrospectiva de su trabajo en las Galerías de la Municipalidad de Miraflores (Lima-Perú).
Con ocasión del centenario de su natalicio se presenta en la Galería de Artes Visuales de la Universidad Ricardo Palma una muestra titulada Trampas para la luz  del 5 al 30 de agosto de 2022.